# Höglandselenia
Höglandselenia (Elaenia obscura) är en fågel i familjen tyranner inom ordningen tättingar.

## Utseende
Höglandselenia är en medelstor tyrann med litet huvud och lång stjärt. Den är mestadels olivgrön ovan, med ljusgrått på strupe och flanker och med gult centralt på buken. På vingarna syns två ljusa vingband.

## Utbredning och systematik
Höglandselenia förekommer i Andernas östluttning från södra Ecuador till Bolivia och nordvästra Argentina. Den inkorporerade tidigare småhuvad elenia (E. sordida) som underart och vissa gör det fortfarande. DNA-studier visar dock att de inte är varandras närmaste släktingar och de urskiljs därför allt oftare som två olika arter art.

## Status
Arten har ett stort utbredningsområde och beståndet anses vara stabilt. Internationella naturvårdsunionen IUCN listar den därför som livskraftig (LC).

## Namn
Elenia är en försvenskning av det vetenskapliga släktesnamnet Elaenia, som i sin tur kommer från grekiskans elaineos, "från olivolja", det vill säga olivfärgad.